# ハワード・スターク
ハワード・スターク（Howard Stark）は、マーベル・コミックが出版するコミック作品に登場するキャラクターである。“スターク・インダストリーズ”の創設者であるこのキャラクターは、アイアンマンをフィーチャーした物語と、キャプテン・アメリカをフィーチャーした物語に深く関わる人物として描かれる。

## 出版履歴
ハワード・スタークは、アーチー・グッドウィンとドン・ヘックに創造され、1970年8月1日の『アイアンマン』第28号に初登場した。そのモデルは、実業家兼映画プロデューサーであるハワード・ヒューズであった。
皮肉な科学者で冷酷なビジネスマンとして描写されているハワードは、父親と一緒に様々なプロジェクトで働き、後に“スターク・インダストリーズ”を設立した。彼は独創的な機械工学の天才であり、常に新しい技術を創造と改善を模索し、“S.H.I.E.L.D.”とその同盟国が使用する様々な技術など、産業界に革命をもたらした武器や装置を設計・開発した。ハワードは後にマリア・スタークと結婚し、息子のトニー・スタークが生まれた。しかしハワードとトニーとの関係は良好ではなく、ハワードの主な弱点は、トニーにも見られるようになる問題の深刻なアルコール依存症である。漫画では、ハワードとマリアは、ビジネスの競合他社“Republic Oil & Gas”または“V-Battalion”によって仕組まれた自動車事故で死亡した。ハワードの死は、息子にアイアンマンとしてビジネスとエンジニアリングの両方を真剣に受け止めるように促した。

## キャラクター経歴

### オリジナル
ハワード・スターク・シニアの息子として、ニューヨーク州タイオガ郡・リッチフォードで生まれ育ったハワードは、若い頃から熱心で優秀な発明家にして科学者であり、パワーシステムエンジニアにもなると父親と共にエンジニアリングのスキルでさまざまなプロジェクトに取り組んで、後にスターク・インダストリーズを設立した。若い成人期の第一次世界大戦と第二次世界大戦時代にスタークは、スティーブ・ロジャース、マンハッタン計画、そしてアーセナルなど、さまざまな政府プロジェクトに取り組んだ。1950年代、ハワードは秘密科学組織“S.H.I.E.L.D.”のエージェントとなり、ナサニエル・リチャーズと協力した。
ハワードはマリア・コリンズ・カーボネルと結婚し、トニーを養子に迎えた。ハワードは常にトニーに成功するための秘訣を伝えていたため緊張した関係が続いてしまい、裏でアルコール依存症にも陥った。ハワードは仕事への敬意を払うことができたが、彼は息子にほとんど興味がないように思われた。
しかしハワードはその技術力を“ヘルファイア・クラブ”やヨハン・シュミットに狙われ、ウアトゥ/ウォッチャーに会ったと噂されたほか。オバディア・ステインによるスターク社乗っ取りを少なくとも一度は阻止するなど、プライベート以外でも受難にあった。
イードゥース・マルティアエ（3月15日）に、ハワードとマリアは自動車事故で死亡した。しかしこの一件は事故ではなく、“V-Battalion”によって仕組まれた可能性が示唆されているが断定されておらず、“Republic Oil”のサイモン・クリーガーによる企業妨害の一環として引き起こされたとも言われている。ハワードの死後、トニーはスターク社を経営し、母親の名前で慈善団体を立ち上げ、後にアイアンマンになった。

### ハワード・スターク・シニア
ハワード・スターク・シニアはハワード・スタークの父にしてトニーの祖父である。彼は時折、マーベル・コミックのさまざまな作品で言及されているが、キャラクター像などの詳細は不明。

## その他のバージョン

### アース-6160
『Ultimate Invasion』における、メイカーが造り上げた“アース-6160”でのハワードはアイアンマンとして活動し、トニーがオバディア・ステインのビジネスパートナーとなっている。

### 『ハウス・オブ・M』
2005年の『ハウス・オブ・M』の改変された物語世界では、マリア・スタークの生存は不明だったが、ハワードは16歳になったトニーに会社の支配権を譲渡して正式に引退していた。彼はトニーと協力して、強力なミュータントに対抗できるセンチネルを開発した。ハワードとトニーは、独占契約を授与された後、フォージやヘンリー・マッコイとセンチネル開発に取り組み始めたほか、テレビ番組で大人気の“サピエン・ロボット・デスマッチ”で競った。

## MCU版
『マーベル・シネマティック・ユニバース』（MCU）では、年代ごとに配役が異なっており、壮年期以降は主にジョン・スラッテリーが演じ、日本語吹替を仲野裕が担当。若年期はドミニク・クーパーが演じ、日本語吹替を野島裕史（若年期）、野島昭生が担当している。
本項は、“アース616”（正史の宇宙）におけるハワードを主軸として表記する。

### キャラクター像
“スターク・インダストリーズ”の創始者にして、“S.H.I.E.L.D.”創設者兼幹部の一人でもあった天才発明家。腕利きの航空機パイロットでもある。グラマースクール卒業後、マサチューセッツ工科大学で物理学とエンジニアリングの博士号・名誉博士号を取得した学歴を有し、スターク社を創業して間もない第二次世界大戦中、マンハッタン計画に参加して原子爆弾を生み出したと言われ、“戦略科学予備軍SSR”にも技術提供者として参加協力した。そのため、スティーブ・ロジャース/キャプテン・アメリカ（初代）やペギー・カーター、バッキー・バーンズたちとも深く信頼し合う戦友であった。
若い頃は快活なプレイボーイであり、戦後のプライベートではマリア・スタークと出会って結婚し、一人息子のトニー・スタークをもうけたが、彼からは「“真の愛国者”と尊敬している」と公言され、度々話題に出されてはいるものの、「仕事や研究の邪魔者扱いし、寄宿学校へ無理矢理自分を押し付けた冷たい父親」と嫌われるほどのその関係は良好ではなかった。現代においては故人である。

### 『ホワット・イフ...?』版
ハワード・スターク（アース82111）
“アース82111”におけるハワード。SSRの一員としてペギー・カーター/キャプテン・カーターやスティーブ・ロジャースたちをサポートするなど、基本的なステータスは正史の大戦中のハワードと同等だが、開発した武装や、ジョン・フリンの部下となっている点が正史と異なっている。

### 能力
万国博覧会において披露した重力展開技術や、“キャプテン・アメリカの盾”をはじめとするスティーブ/キャプテン・アメリカの装備と“ハウリング・コマンドーズ”たちの武装各種も開発するなど、若い頃から発明家としての技能は“アメリカで最高の機械工学士”を自称するに相応しいほど非常に優れており、また、航空機操縦における腕もペギーの折り紙付きであるほど確かなものを持っていた。さらに母国語である英語のほか、ラテン語、スペイン語、フランス語、日本語、朝鮮語まで話せる言語力を有している。

### 各作品での描写

#### マーベル・スタジオ作品
『アイアンマン2』
本作では壮年期におけるハワードが本格的に登場する。1960年代に、アントン・ヴァンコと共に“アーク・リアクター”の研究開発に携わったが、結局スパイ容疑で追放し、リアクターの研究が停滞してしまったことが明かされた。そして1974年のスターク・エキスポ時に、「自身の代では無理だったが、お前にならできる」と、未来のトニーへアーク・リアクター研究を託すメッセージフィルムを残した。このフィルムを観たトニーは、父への想いが若干和らぎ、奮い立つ。
『キャプテン・アメリカ/ザ・ファースト・アベンジャー』
本作では若年期の彼が登場する。万国博覧会では重力展開技術を披露し、SSRの“スーパーソルジャー計画”ではスティーブの強化成功を見届け、彼が単独でバッキーたちの救出に向かおうとした際には、頼み込んできたペギーも乗せた自家用機を飛ばし、高射砲の弾幕の中を掻い潜りながら敵地まで送り届けた。
その後は、スティーブやハウリング・コマンドーズたちの装備も開発し、戦後は消息不明になったスティーブの捜索を行うが、発見できず、その代わりに海中に没した“テッセラクト”を発見した。
『エージェント・カーター』
本作では若年期の彼がラストシーン直前に登場。ジョン・フリン以上の立場にいるようで、自身の邸宅から彼に電話をかけ、「“伝言できて光栄です。あなたはS.H.I.E.L.D.創設のため、ワシントンD.C.に異動になりました”とペギーに伝えろ」と指示した。ミッドクレジット・シーンでは、プールサイドでティモシー・デューガンに彼が見つめている2人の女性を「ビキニを着たフランス人」と話す。
『シビル・ウォー/キャプテン・アメリカ』
本作においては、トニーの“B.A.R.F.”のデモンストレーションや監視カメラの映像内に老年期の彼が登場し、死亡の真相が明示される。
B.A.R.F.のデモンストレーションでは、1991年12月16日に若い頃のトニーといがみ合ってから、“超人血清”を持ってペンタゴン経由でバハマへ出張するために出かける（トニーの）思い出の再現ホログラムとして登場し、同日の夜に自動車で走行していたロングアイランドの森林道路で、洗脳状態のウィンター・ソルジャー（バッキー）に襲撃されて血清を奪われた後、襲撃者の正体がバッキーである事に気付き、「バーンズ軍曹」と呟いた直後に撲殺された。
『アベンジャーズ/エンドゲーム』
本作では壮年期で、トニーの父親になる直前の彼が登場する。“キャンプ・リーハイ”の地下で、2023年からタイムトラベルしてきたトニーと対面。彼を未来からやってきた実の息子と知らずに、自身が近々父親になる心境や願望を語り、「会えて良かった」と声をかけられるとトニーと別れ、自分を迎えに来たエドウィン・ジャーヴィスに「（あの男と）何処かで会ったか？」と問いかける。
『アイアンマン』や『キャプテン・アメリカ/ウィンター・ソルジャー』・『スパイダーマン:ホームカミング』では、新聞の写真や壁面に描かれた肖像画のみ登場する。
『ホワット・イフ...?』
シーズン1第1話
本作ではアース82111におけるハワードが若年期の姿で登場。スーパーソルジャー計画時にスティーブが撃たれたことで、リアクターを操作してペギーを超人兵士に強化させ、テッセラクト回収の提案をフリンに却下されることもあったが、ペギーにキャプテン・カーターの装備一式を、スティーブにヒドラ・ストンパー・アーマー”を提供し、自軍の活躍に大きく貢献した。
また、ペギーとスティーブの仲が深まりつつあったところにバッキー・バーンズと割って入るだけでなく、ハウリング・コマンドーズに同行して“クラーケン城”に乗り込んだクライマックスで一度スティーブと共に失われたと思われたヒドラ・ストンパー・アーマーが登場すると、「見ろ、（ヒドラ・ストンパーが）壊れてない！」と喜んだり、“ヒドラの英雄”を止めるために操作しようとした装置のドイツ語を読めずに困惑して「ヘディ・ラマーにドイツ語を習いそびれた」と呟くなど、コミカルな振る舞いも複数見せた。
シーズン2 第2話

## その他のメディア

### テレビアニメ
- 『アイアンマン』（1994年）：シーズン1第11話『The Origin of Iron Man』とシーズン2 第14話『Not Far From The Tree』に登場。前者ではニール・ロスが、後者ではピーター・レナデイがそれぞれ声をあてた[15]。前者のエピソードにおいて、ハワードは飛行機事故で死んだように描写され、後者のエピソードでは、“A.I.M.”がスターク社を乗っ取るために彼を捕獲し、クローンを作ったことが明らかになる。計画は失敗に終わるが、クローンは逃亡し、復活を誓う。
- 『アイアンマン ザ・アドベンチャーズ』：原語版ではフレッド・ヘンダーソンが声をあて、日本語吹替は青木強が担当した[15]。本作のハワードは、飛行機事故で死んだと思われたが、密かにマンダリンに捕らえられ、マクル人の指輪を見つけるために彼の助けを求めた。シリーズ終了間際、トニーに救出されたハワードは、彼の同盟国を助けて“マクル人”の侵略を阻止する。
- 『アイアンマン』（2010年）：導入場面に登場。
- 『アベンジャーズ・アッセンブル』：シーズン2 第28話『サノスの進撃』とシーズン4第93話『新年の決意』に、アーセナルの生みの親であると共にペギー・カーターの友人として登場する[15]。

### アニメ映画
- 『アイアンマン: 鋼の戦士』：原語版ではジョン・マクックが声をあてた[15]。“スターク・インターナショナル”の代表を務めており、マリア・スタークの死を巡ってトニーとぎくしゃくした関係にあったが、最終的には和解し、平等に会社を経営することに同意した。

### ビデオゲーム
- 『Captain America: Super Soldier』：ドミニク・クーパーが演じたMCU版のハワードが登場。リアム・オブライエンが声をあてた[15]。
- 『LEGO マーベル スーパー・ヒーローズ ザ・ゲーム』
- 『Marvel's Midnight Suns』：ピーター・ルーリーが声をあてた[15]。